# Ацціо
Ацціо (італ. Azzio) — муніципалітет в Італії, у регіоні Ломбардія, провінція Варезе.
Ацціо розташоване на відстані близько 540 км на північний захід від Рима, 65 км на північний захід від Мілана, 13 км на північний захід від Варезе.
Населення — 795 осіб (2014).

## Демографія
Населення за роками:

Станом на 1 січня 2023 року в муніципалітеті офіційно проживали 42 іноземці з 19 країн, серед них 15 громадян країн Євросоюзу.

## Сусідні муніципалітети
- Брента
- Казальцуїньо
- Коккуїо-Тревізаго
- Кувіо
- Джемоніо
- Орино